# Pyronia neoza
Pyronia neoza är en fjärilsart som beskrevs av Lang 1868. Pyronia neoza ingår i släktet Pyronia och familjen praktfjärilar. Inga underarter finns listade.